# ドナリエラ
ドナリエラ（Dunaliella）は真核藻類である緑藻の一種である。代表種の D. salina はシオヒゲムシという和名を持つ。細胞は単細胞でやや細長い楕円形、先端に二本の等長鞭毛を持つ。カロテノイドを大量に産生するので、ドナリエラが大発生すると水面がオレンジがかったピンク色に染まる。

## 細胞構造
同じ緑藻類のクラミドモナス（Chlamydomonas）に似るが、ドナリエラは細胞壁を持たない点が異なる。光合成色素はクロロフィルa、bであるが、生育条件によっては細胞内にβ-カロテン等のカロテノイドが蓄積され、赤色を呈する事が知られている（写真）。なお、ドナリエラやクラミドモナスでは、細胞分裂の失敗やその他の理由により鞭毛数が倍化した個体がしばしば観察される。

## 生育環境
D. salina は塩分濃度の高い場所で繁殖し、塩田、死海、アメリカ合衆国のグレートソルトレイク、オーストラリアのヒリアー湖、クリミア半島の腐海などの塩湖で見ることができる。日本では普通に見られるものではないが、D. tertiolecta など海洋性の種は日本近海にも分布する。また、広島湾の一部で、夏期に生じた赤潮の構成員として、渦鞭毛藻類の Gymnodynium や Peridinium と共に確認されたという報告もある。

## 分類

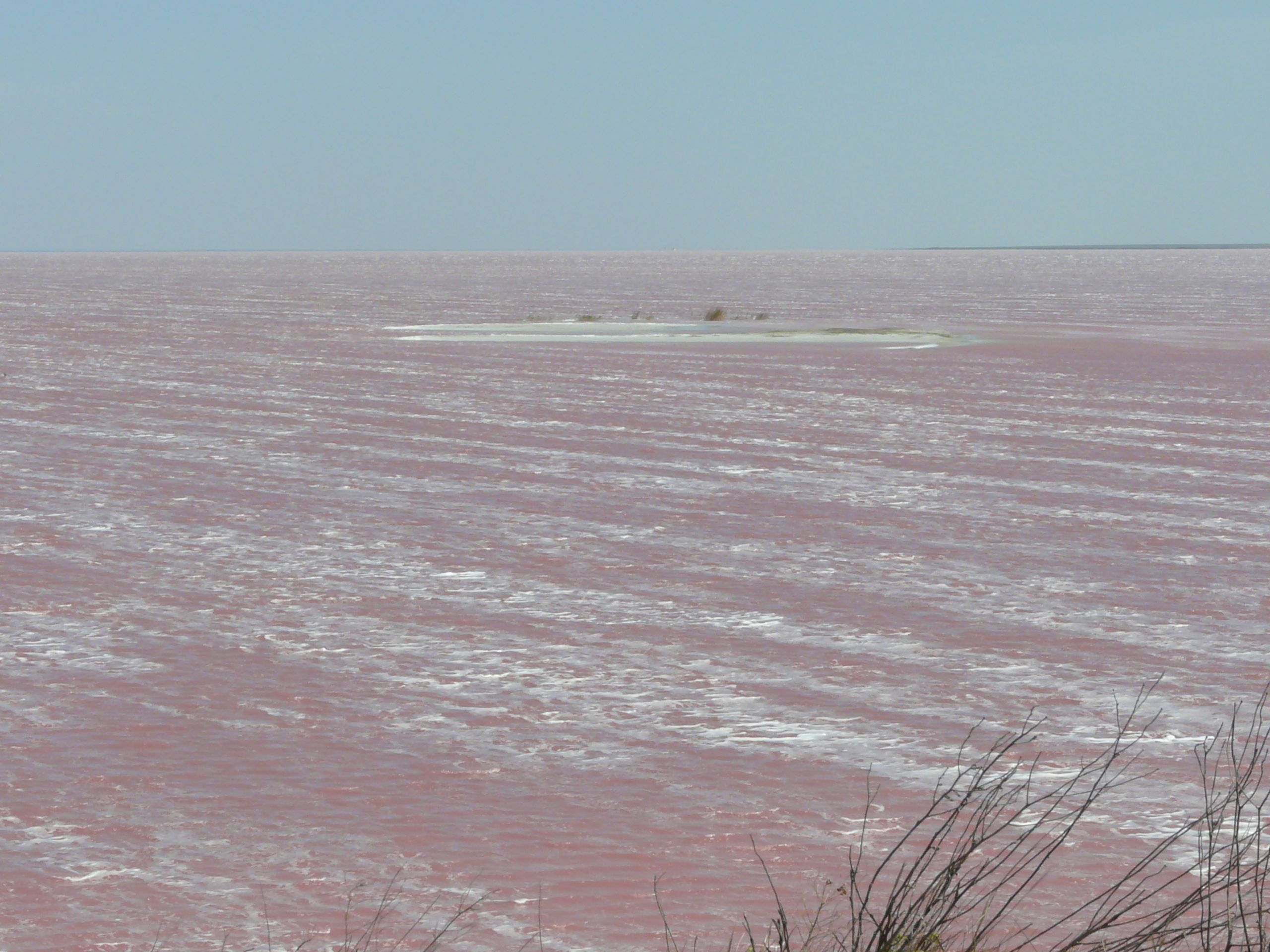
ドナリエラの繁殖によりピンク色になった腐海

緑藻綱のドナリエラ目（Dunaliellales）として独立させる。クラミドモナス目（Chlamydomonadales）やボルボックス目（Volvocales）に含められる場合もある。

## 利用
ドナリエラの作るカロテノイドは細胞の再生を助ける抗酸化作用に優れるとされ、「アンチエイジング」（老化防止）のキーワードのもとに化粧品などの有効成分として利用されている。他、がんの抑制、紫外線障害の予防、抗炎症作用などの効果が報告されている。